# ألان جوردون
ألان جوردون (بالإنجليزية: Alan Gordon)‏ (14 مايو 1944 بإدنبرة في المملكة المتحدة - 18 فبراير 2010) هو لاعب كرة قدم بريطاني في مركز الهجوم. لعب مع دندي يونايتد ونادي هيبرنيان وهارت أوف ميدلوثيان ونادي دندي ونادي ديربن يونايتد ‏.